# 2009 nos jogos eletrônicos
O ano de 2009 teve diversos novos jogos de vídeo games, incluindo algumas sequências como: Resident Evil 5, F.E.A.R. 2: Project Origin, Street Fighter IV, Warhammer 40,000: Dawn of War II, The Sims 3, Killzone 2, Anno 1404, Call of Duty: Modern Warfare 2, ArmA 2, Battlestations: Pacific, Pokémon Platinum, Call of Juarez: Bound in Blood, Empire: Total War, God of War III, Mafia II, Majesty 2 - The Fantasy Kingdom Sim, Operation Flashpoint 2: Dragon Rising, Overlord II, Postal III, Red Faction: Guerrilla, The Chronicles of Riddick: Assault on Dark Athena, Tropico 3, Gran Turismo 5, e Uncharted 2: Among Thieves.

## Eventos
| Mês       | Dia   | Evento |
| --------- | ----- | --- |
| Janeiro   | 29    | O estúdio Ensemble Studios, criadora da série Age of Empires é fechada depois de 15 anos de serviço.                                                   |
| Fevereiro | 3     | A Crytec, desenvolvedora de FarCry e Crysis comprou a Free Radical Design, desenvolvedora da série TimeSplitters, renomeando a empresa para Crytec UK. |
| Fevereiro | 4     | Warner Bros. Interactive Entertainment adquire a Snowblind Studios desenvolvedora de Baldur's Gate: Dark Alliance.                                     |
| Março     | 31    | 5.° Troféu Gameworld em São Paulo. |
| Junho     | 2 a 4 | E3 em Los Angeles. |
| Agosto    | 2 a 4 | QuakeCon 2009 em Dallas, Texas, Estados Unidos. |

## Lançamentos
Jogos listados pelas suas datas de lançamentos:
| Mês                               | Dia | Título                                                     | Plataforma                                                    |
| <font-size=300%> J A N E I R O    | 6   | Saints Row 2                                               | Win                                                           |
| <font-size=300%> J A N E I R O    | 13  | Mirror's Edge                                              | Win                                                           |
| <font-size=300%> J A N E I R O    | 13  | Moon                                                       | NDS                                                           |
| <font-size=300%> J A N E I R O    | 13  | The Lord of the Rings: Conquest                            | PS3, Win, X360, NDS                                           |
| <font-size=300%> J A N E I R O    | 20  | Star Ocean: Second Evolution                               | PSP                                                           |
| <font-size=300%> J A N E I R O    | 21  | Skate 2                                                    | PS3, X360                                                     |
| <font-size=300%> J A N E I R O    | 21  | SimAnimals                                                 | NDS, Wii                                                      |
| <font-size=300%> J A N E I R O    | 27  | Afro Samurai                                               | PS3, X360                                                     |
| <font-size=300%> J A N E I R O    | 27  | MLB Front Office Manager                                   | PS3, Win, X360                                                |
| <font-size=300%> J A N E I R O    | 27  | Coraline                                                   | PS2, NDS, Wii                                                 |
| <font-size=300%> J A N E I R O    | 27  | DJ Max Fever                                               | PSP                                                           |
| <font-size=300%> J A N E I R O    | 29  | Final Fantasy Crystal Chronicles: Echoes of Time           | NDS, Wii                                                      |
| <font-size=300%> J A N E I R O    | 29  | Savage Moon                                                | PS3                                                           |
| <font-size=300%>F E V E R E I R O | 3   | My World, My Way                                           | NDS                                                           |
| <font-size=300%>F E V E R E I R O | 3   | Tenchu: Shadow Assassins                                   | Wii                                                           |
| <font-size=300%>F E V E R E I R O | 5   | Burnout Paradise: The Ultimate Box                         | Win                                                           |
| <font-size=300%>F E V E R E I R O | 9   | Deadly Creatures                                           | Wii                                                           |
| <font-size=300%>F E V E R E I R O | 10  | F.E.A.R. 2: Project Origin                                 | PS3, Win, X360                                                |
| <font-size=300%>F E V E R E I R O | 10  | X-Blades                                                   | PS3, Win, X360                                                |
| <font-size=300%>F E V E R E I R O | 10  | NASCAR Kart Racing                                         | Wii                                                           |
| <font-size=300%>F E V E R E I R O | 10  | Retro Game Challenge                                       | NDS                                                           |
| <font-size=300%>F E V E R E I R O | 10  | Perimeter 2: New Earth                                     | Win                                                           |
| <font-size=300%>F E V E R E I R O | 10  | OneChanbara: Bikini Zombie Slayers                         | Wii                                                           |
| <font-size=300%>F E V E R E I R O | 10  | OneChanbara: Bikini Samurai Squad                          | X360                                                          |
| <font-size=300%>F E V E R E I R O | 10  | The House of the Dead: Overkill                            | Wii                                                           |
| <font-size=300%>F E V E R E I R O | 10  | LocoRoco 2                                                 | PSP                                                           |
| <font-size=300%>F E V E R E I R O | 12  | Flower                                                     | PS3                                                           |
| <font-size=300%>F E V E R E I R O | 13  | Shellshock 2: Blood Trails                                 | PS3, Win, X360                                                |
| <font-size=300%>F E V E R E I R O | 17  | Sacred 2: Fallen Angel                                     | PS3, X360                                                     |
| <font-size=300%>F E V E R E I R O | 17  | Street Fighter IV                                          | PS3, X360                                                     |
| <font-size=300%>F E V E R E I R O | 17  | Race Pro                                                   | X360                                                          |
| <font-size=300%>F E V E R E I R O | 17  | Disney Sing It! - High School Musical 3: Senior Year       | PS3, PS2, Wii, X360                                           |
| <font-size=300%>F E V E R E I R O | 17  | Dragon Quest V: Hand of the Heavenly Bride                 | DS                                                            |
| <font-size=300%>F E V E R E I R O | 17  | Grand Theft Auto IV: The Lost and Damned                   | X360                                                          |
| <font-size=300%>F E V E R E I R O | 19  | Star Ocean: The Last Hope                                  | X360                                                          |
| <font-size=300%>F E V E R E I R O | 19  | Warhammer 40,000: Dawn of War II                           | Win                                                           |
| <font-size=300%>F E V E R E I R O | 19  | Noby Noby Boy                                              | PS3                                                           |
| <font-size=300%>F E V E R E I R O | 20  | Dragon Quest V: Hand of the Heavenly Bride                 | DS                                                            |
| <font-size=300%>F E V E R E I R O | 24  | Damnation                                                  | PS3, Win, X360                                                |
| <font-size=300%>F E V E R E I R O | 24  | Tom Clancy's EndWar                                        | Win                                                           |
| <font-size=300%>F E V E R E I R O | 24  | 50 Cent: Blood on the Sand                                 | PS3, X360                                                     |
| <font-size=300%>F E V E R E I R O | 24  | Dead Rising: Chop Till You Drop                            | Wii                                                           |
| <font-size=300%>F E V E R E I R O | 24  | Puzzle Quest: Galactrix                                    | NDS, Win, XBLA, PS3                                           |
| <font-size=300%>F E V E R E I R O | 24  | C.O.R.E.                                                   | NDS                                                           |
| <font-size=300%>F E V E R E I R O | 26  | Dengeki Gakuen RPG: Cross of Venus                         | NDS                                                           |
| <font-size=300%>F E V E R E I R O | 27  | Killzone 2                                                 | PS3                                                           |
| <font-size=300%>F E V E R E I R O | 27  | Rogue Trooper                                              | Wii                                                           |
| <font-size=300%>M A R Ç O         | 3   | Empire: Total War                                          | Win                                                           |
| <font-size=300%>M A R Ç O         | 3   | This is Vegas                                              | PS3, Win, X360                                                |
| <font-size=300%>M A R Ç O         | 3   | Major League Baseball 2K9                                  | X360, PS3, PS2, PSP, Wii                                      |
| <font-size=300%>M A R Ç O         | 3   | Eat Lead: The Return of Matt Hazard                        | PS3, X360                                                     |
| <font-size=300%>M A R Ç O         | 3   | Halo Wars                                                  | X360                                                          |
| <font-size=300%>M A R Ç O         | 4   | Watchmen: The End Is Nigh                                  | PS3, Win, X360                                                |
| <font-size=300%>M A R Ç O         | 6   | Tom Clancy's H.A.W.X.                                      | PS3, X360                                                     |
| <font-size=300%>M A R Ç O         | 9   | Grand Ages: Rome                                           | Win                                                           |
| <font-size=300%>M A R Ç O         | 10  | MySims Party                                               | NDS, Wii                                                      |
| <font-size=300%>M A R Ç O         | 10  | MadWorld                                                   | Wii                                                           |
| <font-size=300%>M A R Ç O         | 13  | Resident Evil 5                                            | PS3, X360                                                     |
| <font-size=300%>M A R Ç O         | 13  | World in Conflict: Complete Edition                        | Win                                                           |
| <font-size=300%>M A R Ç O         | 15  | Sonic and the Black Knight                                 | Wii                                                           |
| <font-size=300%>M A R Ç O         | 17  | Grand Theft Auto: Chinatown Wars                           | NDS                                                           |
| <font-size=300%>M A R Ç O         | 17  | Resistance: Retribution                                    | PSP                                                           |
| <font-size=300%>M A R Ç O         | 17  | WWE Legends of WrestleMania                                | PS3, X360                                                     |
| <font-size=300%>M A R Ç O         | 20  | Tom Clancy's H.A.W.X.                                      | Win                                                           |
| <font-size=300%>M A R Ç O         | 22  | Pokémon Platinum                                           | NDS                                                           |
| <font-size=300%>M A R Ç O         | 24  | The Wheelman                                               | PS3, Win, X360                                                |
| <font-size=300%>M A R Ç O         | 24  | Wanted: Weapons of Fate                                    | PS3, Win, X360                                                |
| <font-size=300%>M A R Ç O         | 24  | The Last Remnant                                           | Win                                                           |
| <font-size=300%>M A R Ç O         | 27  | BattleForge                                                | Win                                                           |
| <font-size=300%>M A R Ç O         | 27  | Broken Sword: Shadows of the Templars - The Director's Cut | NDS, Wii                                                      |
| <font-size=300%>M A R Ç O         | 29  | Guitar Hero: Metallica                                     | PS2, PS3, Wii, X360                                           |
| <font-size=300%>M A R Ç O         | 31  | Highlander: The Game                                       | PS3, Win, X360                                                |
| <font-size=300%>M A R Ç O         | 31  | Braid                                                      | Win                                                           |
| <font-size=300%>A B R I L         | 2   | Tenchu: Shadow Assassins                                   | Wii, PSP                                                      |
| <font-size=300%>A B R I L         | 7   | The Godfather Part II: The Game                            | PS3, X360, Win                                                |
| <font-size=300%>A B R I L         | 7   | Ninja Blade                                                | X360                                                          |
| <font-size=300%>A B R I L         | 9   | Company of Heroes: Tales of Valor                          | Win                                                           |
| <font-size=300%>A B R I L         | 24  | The Chronicles of Riddick: Assault on Dark Athena          | PS3, Win, X360                                                |
| <font-size=300%>M A I O           | 1   | X-Men Origins: Wolverine                                   | NDS, PS2, PS3, Wii, Win, X360, PSP Minecraft Java IOS Android |
| <font-size=300%>J U N H O         | 2   | The Sims 3                                                 | Win, Mac                                                      |
| <font-size=300%>J U N H O         | 6   | The Conduit                                                | Wii                                                           |
| <font-size=300%>J U N H O         | 16  | Ghostbusters: The Video Game                               | NDS, PS2, PS3, Wii, Win, X360                                 |
| <font-size=300%>J U L H O         | 27  | Assassin's Creed II                                        | PS3, PC, X360, IP                                             |

## Lançamentos sem datas marcadas
- 2 Days to Vegas (Win, X360)
- Age of Pirates: Captain Blood (Win)
- Anno 1404 (Win)
- Alan Wake (Win, X360)
- Alganon (Win)
- Aliens: Colonial Marines (PS3, Win, X360)
- Alpha Protocol (PS3, Win, X360)
- APB (Win)
- Avatar (por anunciar)
- ArmA 2 (PS3, Win, X360)
- Backbreaker (PS3, X360)
- Batman: Arkham Asylum (PS3, Win, X360)
- Battlefield Heroes (Win)
- Battlefield 1943 (PS3, Win, X360)
- Bayonetta (PS3, X360)
- Battlestations: Pacific (Win, X360)
- Beaterator (PSP)
- Bionic Commando (PS3, Win, X360)
- Black Sigil: Blade of the Exiled (NDS)
- Blood Bowl (PS3, Win, X360)
- Borderlands (PS3, Win, X360)
- Brütal Legend (PS3, X360)
- Call of Juarez: Bound in Blood (PS3, Win, X360)
- Call of Duty: Modern Warfare 2 (PS3, Win, X360)
- Champions Online (Win, X360)
- Cipher Complex (PS3, X360)
- Cities XL (Win)
- Command & Conquer: Red Alert 3 (PS3)
- Command & Conquer Red Alert 3: Uprising (Win)
- Codename Panzers: Cold War (Win)
- Colin McRae: Dirt 2 (PS3, Win, X360, NDS, PSP, Wii)
- Cursed Mountain (Wii)
- Dark Void (PS3, Win, X360)
- Darkness Within: The Dark Lineage (Win)
- Darksiders: Wrath of War (PS3, X360)
- Dawn of Fantasy (Win, X360)
- Dead Island (Win, X360)
- Dead Rising 2 (PS3, X360)
- Delta Force: Angel Falls (Win)
- Demigod (Win)
- Diablo III (Win)
- Disciples 3: Renaissance (Win)
- Divinity 2 – Ego Draconis (Win, X360)
- Dragonball Online (Win)
- Dragon Quest IX (DS)
- Dragon Age: Origins (Win, PS3, X360)
- Duke Nukem Trilogy (NDS, PSP)
- Earth No More (PS3, Win, X360)
- Earthrise (Win)
- East India Company (Win)
- Edge of Twilight (PS3, Win, X360)
- EyePet (PS3)
- Fallen Earth (Win)
- Fight Night Round 4 (PS3, X360)
- Formula One 2009 (PS3, Win, X360)
- Fragile: Farewell Ruins of the Moon (Wii)
- Fuel (PS3, Win, X360)
- God of War III (PS3)
- Gothic 4: Arcania (Win)
- Guitar Hero Modern Hits (NDS)
- Guitar Hero World Tour (Win)
- Half-Life 2: Episode Three (Win)
- Halo 3: ODST (X360)
- Halo: Chronicles (X360)
- Harry Potter and the Half-Blood Prince (Mac, NDS, PS2, PS3, PSP, Wii, Win, X360)
- Heat (video game) (Win, PS3, X360)
- Hearts of Iron III (Win)
- Heavy Rain (PS3)
- Heroes over Europe (PS3, Win, X360)
- Huxley (Win, X360)
- Hydrophobia (PS3, Win, X360)
- I Am Alive (PS3, Wii, Win, X360)
- Indiana Jones and the Staff of Kings (NDS, PS3, PSP, X360)
- inFamous (PS3)
- Infinite Space (NDS)
- Just Cause 2 (PS3, Win, X360)
- King's Bounty: The Armored Princess (Win)
- Kingdom Under Fire II (PS3, Win, X360)
- Kingdom Hearts 358/2 Days (NDS)
- L.A. Noire (PS3)
- Lego Universe (Win)
- Leisure Suit Larry: Box Office Bust (PS3, Win, X360)
- League of Legends: Clash of Fates (Win)
- Lost Planet 2 (X360)
- Massive Action Game (PS3)
- Mafia II (PS3, Win, X360)
- Majesty 2 - The Fantasy Kingdom Sim (Win)
- Marvel Ultimate Alliance 2: Fusion (NDS, PS3, PS2, Wii, X360)
- Metropolismania 3 (PS3)
- Mini Ninjas (NDS, PS3, Wii, Win, X360)
- MLB 09: The Show (PS3, PS2, PSP)
- Mortal Online (Win)
- MySims Racing (Wii, NDS)
- Need for Speed XIII (PS3, X360, Win)
- Ninety-Nine Nights II (X360)
- Operation Flashpoint 2: Dragon Rising (PS3, Win, X360)
- Overlord II (PS3, Win, X360)
- Overlord: Dark Legend (Wii)
- Overlord: Minions (NDS)
- Pikmin 3 (Wii)
- Postal III (PS3, Win, X360)
- Prototype (PS3, Win, X360)
- Puzzle Quest: Galactrix (PSP, X360)
- Rainy Woods (PS3, X360)
- Raven Squad: Operation Hidden Dagger (Win, X360)
- Red Faction: Guerrilla (PS3, Win, X360)
- Red Dead Redemption (PS3, X360)
- Return to Mysterious Island II (Win)
- Return to Castle Wolfenstein (Win)
- Ride To Hell (PS3, Win, X360)
- Risen (Win, X360)
- Rogue Warrior: Black Razor (PS3, Win, X360)
- Saboteur (PS3, X360)
- Sacred 2: Fallen Angel (360, PS3)
- Salvation (Win, X360)
- Saw: The Videogame (PS3, Win, X360)
- Secret Files 2: Puritas Cordis (Win, Wii, NDS)
- Section 8 (PS3, Win, X360)
- Singularity (PS3, Win, X360)
- Solium Infernum (Win)
- Splatterhouse (PS3, X360
- Spyborgs (Wii)
- StarCraft II: Wings of Liberty (Mac OS X, Win)
- Stargate Worlds (Win)
- Stormrise (PS3, Win, X360)
- Still Life 2 (Win)
- Street Fighter IV (Win)
- Tecmo Bowl: Kickoff (Wii)
- Tekken 6 (PS3, X360)
- Terminator Salvation (PS3, Wii, Win, X360, NDS, PS2)
- The 3rd Birthday (PSP)
- The Beatles (PS3, PS2, X360, Wii)
- The King of Fighters XII (PS3, X360)
- The Last Remnant (PS3)
- They (PS3, Win, X360)
- The Witcher: Rise of the White Wolf (PS3, X360)
- Tiger Woods PGA Tour 10 (X360, PS3, Win, PS2, PSP, Wii, DS)
- Tom Clancy's Splinter Cell: Conviction (X360)
- Tony Hawk's Adrenaline (PS3, Win, X360)
- Transformers: Revenge of the Fallen (PS3, Wii, Win, X360, NDS, PS2, PSP)
- Tropico 3 (Win)
- UFC 2009 Undisputed (PS3, X360)
- Uncharted 2: Among Thieves (PS3)
- Velvet Assassin (Win, X360)
- Venetica (Win, X360)
- Virtua Tennis 2009 (PS3, Win, X360)
- WarDevil: Unleash the Beast Within (PS3)
- Wii Sports Resort (Wii)
- Wolfenstein (Win, X360, PS3)
- World in Conflict: Soviet Assault (Win)
- Zeno Clash (Win)

|}